# Mirella Kuchling
Mirella Kuchling (* 1969 in Graz) ist eine österreichische Autorin, Journalistin und Online-Redakteurin.

## Leben und Werk
Mirella Kuchling studierte in Graz Deutsche Philologie und Geschichte. 1996 erhielt sie das DDr. Preiss-Stipendium der Karl-Franzens-Universität Graz. Ihre Dissertation „Schriftsteller in Grazer Straßennamen. Eine illustrierte Dokumentation“ bildete die Grundlage für ihr 2004 erschienenes Buch „Literarische Spaziergänge durch Graz“. Als Journalistin und später auch als (Online-)Redakteurin arbeitete sie an verschiedenen „Kulturhauptstadt 2003“-Projekten mit. Im März 2004 erschien ihre erste literarische Publikation in der Zeitschrift DUM (= Das ultimative Magazin; Zeitschrift des Literaturhauses Niederösterreich). Ihr erster Roman „Frauenzimmer unmöbliert“, erschien 2011, 2012 folgte mit „Frauenzimmer teilmöbliert“ die Fortsetzung. Im selben Jahr las Mirella Kuchling auch auf der Wiener Buchmesse. 2013 bildete „Frauenzimmer vollmöbliert“ den Abschluss der Trilogie.
2015 nahm sie am 1. Fine Crime Festival in Graz teil und wirkte an insgesamt drei Anthologien mit, u. a. an den „Literarischen Verortungen“ und dem Buch „Dächer über Graz“. 2016 nahm sie mit „13 x Mord“, einer Sammlung von 13 Kriminalgeschichten rund um Mord und Totschlag, am 2. Fine Crime Festival in Graz teil. Im Jahr 2017 Teilnahme an der in Graz stattfindenden Criminale. 2018 wieder beim Fine Crime Festival mit dabei, außerdem erscheinen Beiträge in zwei weiteren Anthologien, darunter "Zweite Halbzeit – Geschichten, die Mut machen". Dieser im Residenz-Verlag erschienene Band mit Geschichten über den Neubeginn wurde anlässlich des 35-jährigen Bestehens des Vereins Frauenhäuser Steiermark publiziert.
In ihrem aktuellen True Crime-Werk "Mörderische Frauenzimmer" erzählt die Autorin 13 Geschichten von Serienmörderinnen des frühen 17. bis frühen 20. Jahrhunderts, die großteils der Vergessenheit anheim gefallen sind.
Kuchling lebt in Graz.

## Werke
- Mörderische Frauenzimmer. edition keiper, Graz 2023, ISBN 978-3-903322-84-4.
- David Green. Auf der Suche nach dem Wetterwürfel. edition keiper, Graz 2017, ISBN 978-3-903144-30-9.
- 13 x Mord. edition keiper, Graz 2016, ISBN 978-3-902901-86-6.
- Frauenzimmer vollmöbliert. edition keiper, Graz 2013, ISBN 978-3-902901-27-9.
- Frauenzimmer teilmöbliert. edition keiper, Graz 2012, ISBN 978-3-902901-02-6.
- Frauenzimmer unmöbliert. edition keiper, Graz 2011, ISBN 978-3-9503184-6-3.
- Literarische Spaziergänge durch Graz. Eine Spurensuche. Steirische Verlagsgesellschaft, Graz 2004, ISBN 3-85489-101-6.

## Anthologien
- Zweite Halbzeit – Geschichten, die Mut machen. Residenz-Verlag, Wien/Salzburg 2018, ISBN 978-3-7017-1684-5.
- Wovon zu schreiben ist. Autorinnen öffnen ihre Schreibräume. edition keiper, Graz 2018, ISBN 978-3-903144-49-1.
- Tod und Tafelspitz. Wellhöfer Verlag, Mannheim 2016, ISBN 978-3-95428-189-3.
- Dächer über Graz. edition keiper, Graz 2015, ISBN 978-3-902901-84-2.
- Literarische Verortungen – Neue Texte zu den Schauplätzen mittelalterlicher Literatur in der Steiermark und in Slowenien. edition keiper, Graz 2015, ISBN 978-3-902901-76-7.